# Libia Grueso
Libia Grueso é uma assistente social e activista dos direitos civis de Buenaventura, Colômbia, que luta pelos direitos civis das comunidades afro-colombianas.
É também co-fundadora do Processo de Comunidades Negras (PCN). Ela conseguiu proteger mais de 24.000 km² em direitos territoriais para as comunidades rurais negras do país, e tem-se concentrado na protecção da floresta tropical do Pacífico da Colômbia. Em 2004 recebeu o Prémio Ambiental Goldman.